# Макар, Юрий Иванович
Юрий Иванович Макар (род. 4 февраля 1935) — советский и украинский историк, доктор исторических наук, профессор. Исследователь истории Польши XX-го века. Заслуженный деятель науки и техники Украины (2001), академик Украинской академии исторических наук, Международной славянской академии наук, Украинской свободной академии наук в США. Почётный профессор Черновицкого национального университета имени Юрия Федьковича (2000) и Волынского национального университета имени Леси Украинки (2003), Жешувского университета (Польша, 2007). Почетный доктор Прикарпатского университета имени Василия Стефаника (2015).

## Биография
Юрий Иванович Макар родился 4 февраля 1935 года в селе Новоселки Томашевского уезда. По окончании седьмого класса не мог продолжить обучение в школе, поэтому поступил во Владимиро-Волынское педагогическое училище, которое начало подготовку учителей физической культуры. В 1953 году, окончив училище, поступил в заочное отделение исторического факультета Киевского университета. Параллельно приступил к учительской работе в средней школе в селе Затурке Локачинского района Волынской области. 1954 Макара призвали на военную службу в воздушно-десантные войска СССР сначала в Рязани, а затем в Рыбинске. В 1957 Макар демобилизовался и продолжил заочно обучение в Киевском университете, одновременно работая учителем. В 1962 году закончил учебу в Киевском университете.
1970 года защитил кандидатскую диссертацию на тему: Вооруженное восстание 1944 года в Варшаве
В 1971 году по конкурсу перешел в Черновицкий университет. В конце 1975 года Макара была избрана на должность декана исторического факультета, которую он занимал полных 27 лет, оставив ее в начале 2003 года.
В 1989 году защитил докторскую диссертацию на тему: Становление и укрепление строя народной демократии в Польше (1944-1949) В 1992 году возглавил кафедру истории нового и новейшего времени исторического факультету Черновецкого университету. С 2001 года возглавляет кафедру международных отношений.
Женат, имеет двоих сыновей. Старший – Александр – доктор философии, магистр бизнес-администрации; работает в министерстве высшего образования провинции Альберта (Канада). Младший – Виталий – кандидат политических наук, доцент кафедры международных отношений ЧНУ; директор центра канадских студий.

## Награды
- Заслуженный деятель науки и техники Украины (2001)[6]

- Орден «За заслуги» 3-го ступеня (2006)[6]
- «За наукові досягнення» (2010 р.)
- Кавалерский крест ордена "За заслуги перед Польшей" (2023)[8]

## Работы
Борьба национальных меньшинств в Канаде за свои права : научно-аналитический обзор Академия наук СССР, Институт научной информации по общественным наукам. - Москва : ИНИОН АН СССР, 1985. - 67 с